# اوکرا (بازیکن فوتبال)
آندره فلیپه آلوس مونتیرو (متولد ۱۶ مارس ۱۹۸۸)، که به نام "Ukra" شناخته می‌شود، یک فوتبالیست حرفه‌ای پرتغالی است که بیشتر در پست مهاجم بازی می‌کند. او سابقه بازی‌های زیادی در رده‌های پایه ملی پرتغال دارد و یک بازی ملی نیز در تیم ملی فوتبال پرتغال انجام داده‌است.